# 7644 Cslewis
7644 Cslewis eller 1988 VR5 är en asteroid i huvudbältet som upptäcktes den 4 november 1988 av den tjeckiske astronomen Antonín Mrkos vid Kleť-observatoriet i Tjeckien. Den är uppkallad efter den brittiska författaren C.S. Lewis.
Asteroiden har en diameter på ungefär 6 kilometer och den tillhör asteroidgruppen Maria.